# Mastiekdorpen

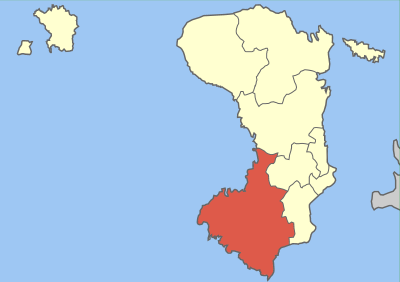
Mastiekdorpen op Chios

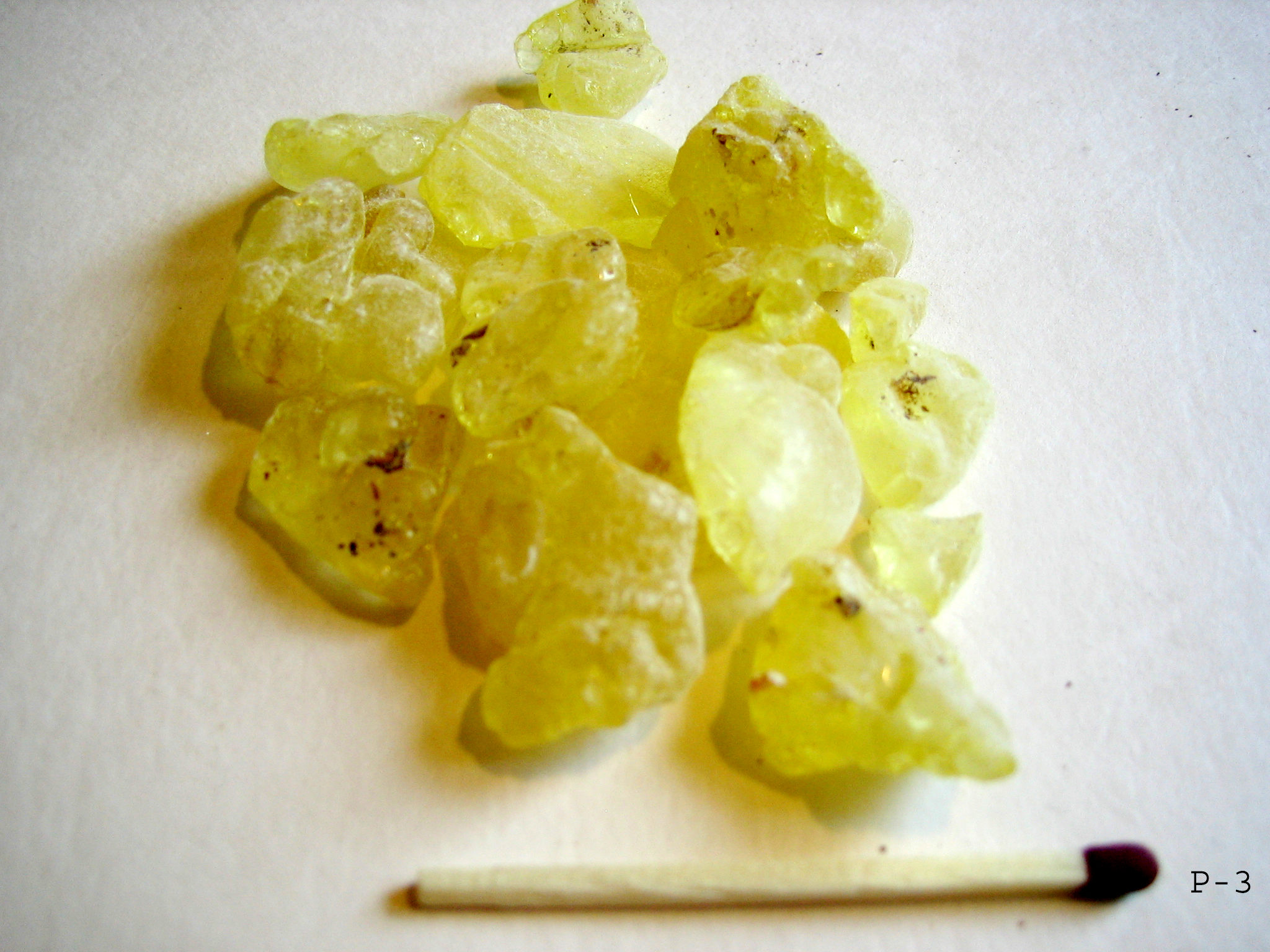
Mastiek (hars)

De twintig Mastiekdorpen (Grieks: Μαστιχοχώρια, Mastichochoria) vormen een gemeente in het zuiden van het eiland Chios (Χίος) in Griekenland. Het hoofddorp van de gemeente is Pyrgi (Πυργί). Andere bekende dorpen van de gemeente zijn Mesta (Μεστά) en Armolia (Αρμόλια). De gemeente ligt op ongeveer 25 kilometer van de hoofdstad van Chios, Chios.

## Geschiedenis en architectuur
De mastiekdorpen danken hun naam aan de productie van mastiek in die regio. Deze dorpen werden gebouwd in de 14e en 15e eeuw, ver landinwaarts om ze te beschermen tegen aanvallen van piraten. De nabijheid van Turkije (op ongeveer vijf kilometer van Chios) noodzaakte de versterking van de dorpen. Ze werden als enige gespaard van het bloedbad dat de Turken in 1822 aanrichten op het eiland. 
De mastiekdorpen zijn alle in dezelfde stijl gebouwd. De buitenste huizen doen dienst als buitenmuur. Versterkte torens bewaken de hoeken van het dorp. De straten zijn smal en volgen een ingewikkeld patroon, om vreemden in verwarring te brengen. De daken van de huizen zijn plat, zodat men indien nodig langs die weg kan ontsnappen aan vijanden. De smalle straten leiden naar een binnenplein met een versterkte toren, die in geval van nood als laatste toevluchtsoord kan dienen.

## Belangrijkste dorpen
De hoofdstad van de mastiek is Pyrgi (Πυργί). Het onderscheidt zich van de andere dorpen door de unieke geometrische motieven, de xystra (ξυστρά). De muren van de huizen worden achtereenvolgens met zwart zand en witte kalk bedekt. Daarna schraapt men de kalk er terug af in geometrische motieven. Enkel huizen in Pyrgi en huizen elders van wie in Pyrgi afkomstig is, mogen de xystra-techniek gebruiken.

Mesta (Μεστά) heeft van alle mastiekdorpen het best zijn middeleeuws karakter bewaard. De kerk Taxiarchis op het binnenplein is de grootste kerk van Chios en werd gebouwd in de 19e eeuw.

Armolia (Αρμόλια) is vooral bekend om het aardewerk dat er gemaakt en verkocht wordt.

## Alle mastiekdorpen
| dorp                    | Griekse naam           |
| ----------------------- | ---------------------- |
| Agios Georgios Sikousis | Άγιος Γιώργης Συκούσης |
| Armolia                 | Αρμόλια                |
| Didima                  | Διδύμα                 |
| Elata                   | Ελάτα                  |
| Emborios                | Εμπορειός              |
| Kalamoti                | Καλαμωτή               |
| Kallimasia              | Καλλιμασιά             |
| Katarraktis             | Καταρράκτης            |
| Kini                    | Κοινή                  |
| Komi                    | Κώμη                   |
| Mesta                   | Μεστά                  |
| Nenita                  | Νένητα                 |
| Olympi                  | Ολύμποι                |
| Patrika                 | Πατρικά                |
| Pyrgi                   | Πυργί                  |
| Tholopotami             | Θολοποτάμι             |
| Vavili                  | Βαβύλοι                |
| Vessa                   | Βέσσα                  |
| Vouno                   | Βουνό                  |

## Contactinformatie
YPES code 5406

Postcode 821 02

Netnummer 22710-7